# Myelobia castrellus
Myelobia castrellus là một loài bướm đêm trong họ Crambidae.